# Vrijheidsmuseum WO2
Vrijheidsmuseum WO2 was een plan uit 2009 voor een nieuw te bouwen nationaal museum in Nijmegen over de Tweede Wereldoorlog dat in november 2010 gelanceerd werd. Het museum had in 2014 moeten openen rond de zeventigste herdenking van Operatie Market Garden.
Het Vrijheidsuseum WO2 was een initiatief van drie oorlogsmusea: het Airborne Museum in Oosterbeek, Nationaal Bevrijdingsmuseum 1944-1945 in Groesbeek en Oorlogsmuseum Overloon. Ze wilden samen op een centrale locatie een compleet beeld van de oorlog tonen. Door de samenvoeging van de collecties moest een van de grootste WO2-verzamelingen van Nederland ontstaan.
Het college van B en W van de gemeente Nijmegen bood in februari 2013 het voormalige fabriekspand De Vasim voor het symbolische bedrag van één euro aan aan Stichting Museum Wereldoorlog II. De voorlopige naam werd Vrijheidsmuseum WO2.
Tegen het plan kwam steeds meer verzet en ook de financiering en exploitatie bleek problematisch. Begin november 2014 trok de belangrijkste financier het vfonds haar bijdrage terug; dit voorbeeld werd gevolgd door de Provincie Gelderland. Oorlogsmuseum Overloon weigerde vanaf dit moment ook verdere samenwerking.
Op 25 november 2014 werd bekend dat het museum definitief niet doorgaat met name vanwege het afgenomen draagvlak.